# 靚次伯
靚次伯（英語：Lan Chi Pat，1904年—1992年2月6日），原名黎松柏，書名黎國祥，廣東新會人，南派粵劇著名老倌。由於家中排名第四，故人稱「四叔」，亦被譽為“武生王”、“南音王”。「靚次伯」的藝名是把其師靚大方跟他所仰慕的朱次伯二人的藝名合成的。他與金山炳、靚榮、千里駒、白駒榮等人都是把戲台演唱語言從官話改為粵語的先驅。

## 生平
靚次伯在1904年出生於廣東省廣州府（現為廣州市），16歲時，靚次伯跟從他的三哥新太子卓在寰球樂學習，很快晉升為第三武生。當年，他與薛覺先及朱次伯一起工作。他師承武生靚大方，並且以文武生朱次伯及小武新少華為學習對象。因此他被班中人稱呼為「靚次伯」，所以他以此為藝名。
先天嗓音並非少年郎，走不了朱次伯路線，後來靚次伯加入辛氏開辦的樂千秋劇團擔當武生。雖然他的嗓音調門低沉，聲線略帶沙啞，但憑著苦功鑽研，終於自成一格。他擅長唱龍舟腔、南音及古腔，享有「龍舟王」美譽，多材多藝亦能反串老旦。他功架一流，「牙簡功」及「拋鬚」深受推崇，「坐車」功夫更是獨步梨園，無人能及。
1930年代已擔任第一武生，唱做備受觀眾和行內稱頌。1936年他與靚少佳遠赴美國登台，為期三年零九個月。後來靚少佳重組「勝壽年（1933-1936、1939-?）」，並與花旦何芙蓮、小燕紅（紅線女）、梁燕芳（芳艷芬）等人合演。1941年，與廖俠懷、新馬師曾組織「勝利年」。不久，日本佔領香港，逃亡到廣州，加入「太上劇團」往澳門演出。數十年來，靚次伯曾參加「太上劇團」、「新聲劇團」（?-1951年散班）、「光華」、「寰球樂」、「祝樂年」、「頌太平」、「人壽年」（?-1933年散班）、「勝利年」、「仙鳳鳴」、「雛鳳鳴」等劇團，擔任武生一職，直至1992年1月12日「雛鳳鳴」團年晚宴，宣告退休為止。曾經與他合作的後輩有任冰兒、林家聲、龍劍笙等等。
1983年《紅樓夢》之所以重生，劇本糟糕，靠演員，靚次伯飾演1944賈太君、1983賈政已成絕響。唯一入室弟子、徒弟朱振邦紀錄其藝術於《戲曲之旅》第123期15-21頁⌈武生王靚次伯⌋。

## 粵劇演出

### 首本戲
- 《龍虎渡姜公》[6][7]
- 《六郎罪子》[6]
- 《四郎探母》[6]
- 《沙陀國借兵》[6]
- 《伍員夜出昭關》[6]
- 《六國大封相》

### 開山劇目
1. 十奏嚴嵩
2. 生包公夜審郭槐
3. 梁山伯與祝英台
4. 五福紅娘
5. 富士山之戀
6. 三年一哭二郎橋
7. 牡丹亭驚夢
8. 再世红梅记
9. 西樓錯夢
10. 帝女花飾演 崇禎皇帝／多爾袞
11. 紫釵記飾演 盧太尉
12. 蝶影紅梨記飾演 王黼
13. 無情寶劍有情天飾演 呂懷良
14. 雷鳴金鼓戰笳聲
15. 碧血寫春秋
16. 紅樓夢飾演 賈太君/賈政
17. 辭郎洲
18. 英烈劍中劍
19. 柳毅傳書
20. 俏潘安
21. 李後主飾演 陳喬

### 電影
1. 紫釵記（1959年／1977年） 飾演 盧太尉
2. 帝女花（1959年／1976年） 飾演 崇禎皇帝／多爾袞
3. 三笑姻緣 (1975年)
4. 李後主（1968年） 飾演 陳喬
5. 鐵面無私包公審烏盤 (1967年) 飾演 包公
6. 玉郎三戲女將軍 (1967年)
7. 孝女珠珠（1966年）飾演 白师父
8. 冤魂鏡 (1966年)
9. 雄心太子 (1965年)
10. 大紅袍 (1965年) 飾演 嚴嵩
11. 火鳳狂龍 (1965年)
12. 雙拜堂 (1965年)
13. 花開富貴錦城春 (1964年)
14. 滿堂吉慶 (1964年)
15. 無情寶劍有情天 (1964年)
16. 春鶯戲鳳凰 (1964年)
17. 金箭銀龍 (1964年)
18. 錦秀天堂 (1964年) 飾演 粵劇老倌
19. 血掌印 (1964年)
20. 龍虎風雲劍 (1964年)
21. 新夜吊秋喜（1963年）
22. 清官斬孝女（1963年）
23. 紅綫女夜盜寶盒（1963年）
24. 玉龍太子出家（1963年）
25. 烽火恩仇十六年（1963年）
26. 七手八臂觀世音（1963年）
27. 雷鳴金鼓戰笳聲（1963年）
28. 旱天雷 (1962年)
29. 薛門七女將 (1962年)
30. 打死不離親兄弟（1962年）
31. 碧玉簪（1962年） 飾演 李廷甫
32. 岳飛出世 (1962年)
33. 龍虎風雲萬里紅 (1962年)
34. 石鬼仔出世 (1962年)
35. 春滿帝皇家 (1962年) 飾演 皇叔
36. 火龍怒吞雙虎將 (1962年)
37. 女附馬金殿鳴冤 (1962年)
38. 七鳳鬥魔龍 (1962年)
39. 一曲琵琶動漢皇 (1962年)
40. 哪宅劈天救母 (1962年)
41. 怪俠粉菊花 (1962年) 飾演 張銘蓀
42. 百行孝為先 (1962年)
43. 飛天寶扇鬥燈 (1962年)
44. 羅成叫關 (1962年)
45. 蘭貞鬧嚴府 (1962年)
46. 哪宅三鬥紅孩兒 (1962年)
47. 哪吒出世（1962年）飾演 李靖
48. 黑獄孤兒 (1962年)
49. 歌唱士林祭塔 (1962年)
50. 火海勝字旗 (1962年)
51. 黛玉葬花 (1962年)
52. 斬柴仔封王 (1962年)
53. 虎將爭妻 (1962年)
54. 銀合太子乞食告御狀 (1962年)
55. 大明群英會 (1962年)
56. 龍虎恩仇龍鳳配 (1962年)
57. 金鐧怒碎銀安殿（1962年）飾演 尚書司馬尚義
58. 秦漢三盜攝魂鈴 (1962年)
59. 金蘭花(上集) (1961年)
60. 無敵楊家將 (1961年)
61. 大鄉里出城 (1961年)
62. 白門斬呂布 (1961年)
63. 紮腳小紅娘（1961年）飾演 崔夫人
64. 彩菱艷 (1961年)
65. 金蘭花(下集) (1961年)
66. 一張白紙告親夫 (1961年)
67. 夜光杯(上集) (1961年)
68. 萬里尋親記 (1961年) 飾演 邱伯
69. 楊門女將告御狀 (1961年) 飾演 潘洪
70. 小俠白金龍 (1961年)
71. 百鳥朝凰 (1961年)
72. 神燈換太子 (1961年)
73. 小狀元 (1961年) 飾演 胡尚書
74. 夜光杯(下集) (1961年)
75. 夜雨秋燈 (1961年)
76. 金鳳斬蛟龍 (1961年) 飾演 趙王
77. 天賜福星 (1961年)
78. 孝感動天(上集) (1960年)
79. 藍袍惹桂香 (1960年)
80. 金鏢黃天霸(上集) (1960年)
81. 妻嬌郎更嬌 (1960年)
82. 芸娘 (1960年) 飾演 沈庭棟-老爺
83. 猛鬼孤兒 (1960年)
84. 西施 (1960年)
85. 西河會妻（1960年）
86. 佛前花送狀元歸 (1960年)
87. 梨花一枝春帶雨 (1960年) 飾演 宋功卿
88. 美人計 (1960年)
89. 附薦何文秀 (1960年)
90. 娘子軍封王 (1960年) 飾演 關存漢
91. 李仙傳 (1960年年)
92. 孝感動天(下集) (1960年) 飾演 曾員外
93. 三屍四命五重冤 (1960年) 飾演 張鎮國
94. 第八才子花箋記 (1960年)
95. 金鏢黃天霸(下集) (1960年)
96. 貞娥刺虎 (1960年)
97. 苦命女雪夜尋夫（1960年）飾演 方書城父
98. 龍虎關前烈女魂 (1960年)
99. 可憐駙馬可憐妻 (1960年)
100. 教子逆君皇 (1960年)
101. 腸斷江南燕子歸 (1960年)
102. 帝女花 (1959年)
103. 平步青雲(上集) (1959年)
104. 蝶影紅梨記 (1959年) 飾演 王黼
105. 凄涼媳婦 (1959年)
106. 生死連枝(上集) (1959年)
107. 荊釵記（1958年）
108. 杜鵑啼血點點紅 (1959年)
109. 聞天香三戲聞太師 (1959年)
110. 戰國佳人 (1959年) 飾演 樊於期
111. 山東紮腳穆桂英（上集）（1959年）飾演 楊六郎
112. 包公夜審行屍 (1959年) 飾演 包公
113. 沉香扇 (1959年)
114. 黃飛虎反五關 (續集)（1958年）
115. 秦香蓮 (1958年)
116. 韓湘子雪夜過情關（1958年）
117. 春風帶得歸來燕（1958年）
118. 妻賢子孝母含冤（1958年）
119. 清官斬節婦（1958年）
120. 一夜九更天（1958年）
121. 三娘教子（1958年）飾演 保叔
122. 荊釵記 (1958)
123. 梁祝恨史（1958年）
124. 鯉魚精（1958年）
125. 貍貓換太子（1958年）
126. 合珠記（1957年） 飾演 包拯
127. 包公三審血掌印（1957年）
128. 包公奇案灰闌計（1957年）
129. 生包公夜審奸郭槐（1952年）
130. 十奏嚴嵩（1952年）
131. 帝苑春心化杜鵑（1951年）
132. 萬里尋夫 (1940年)

## 以其名命名的建築
靚次伯的兒子黎玉樞為了紀念靚次伯，特在將軍澳寶琳捐建了仁濟醫院靚次伯紀念中學。

## 外部連結
- 1989年6月24日：香港中華文化促進中心主辦、黎鍵、阮兆輝主持，「粵曲粵樂茶寮」講座：靚次伯 - 粵劇武生行當的藝術發展 （页面存档备份，存于）
- 靚次伯紀念館（在仁濟醫院靚次伯紀念中學內）
- 王者之風—武生王靚次伯
- 仙鳳鳴:靚次伯
- 紅伶訴心聲：靚次伯 （页面存档备份，存于）
- 靚次伯在互联网电影资料库（IMDb）上的資料（英文） Cibo Liang
- 靚次伯在互联网电影资料库（IMDb）上的資料（英文） Chi-pak Liang
- 靚次伯在互联网电影资料库（IMDb）上的資料（英文） Chi-Pak Lan
- 靚次伯在香港影庫上的簡介